# Línia Marunouchi
La Línia Marunouchi (東京地下鉄丸ノ内線, Tōkyō Chikatetsu Marunouchi-sen) és una línia de metro de Tòquio, operat per l'empresa privada Tokyo Metro. La línia té la forma de «U», amb un ramal que va des de Nakano-Sakaue fins a Hōnanchō.
El nom oficial de la línia és Línia 4 Línia Marunouchi (4号線丸ノ内線, Yon-gōsen Marunouchi-sen).

## Introducció

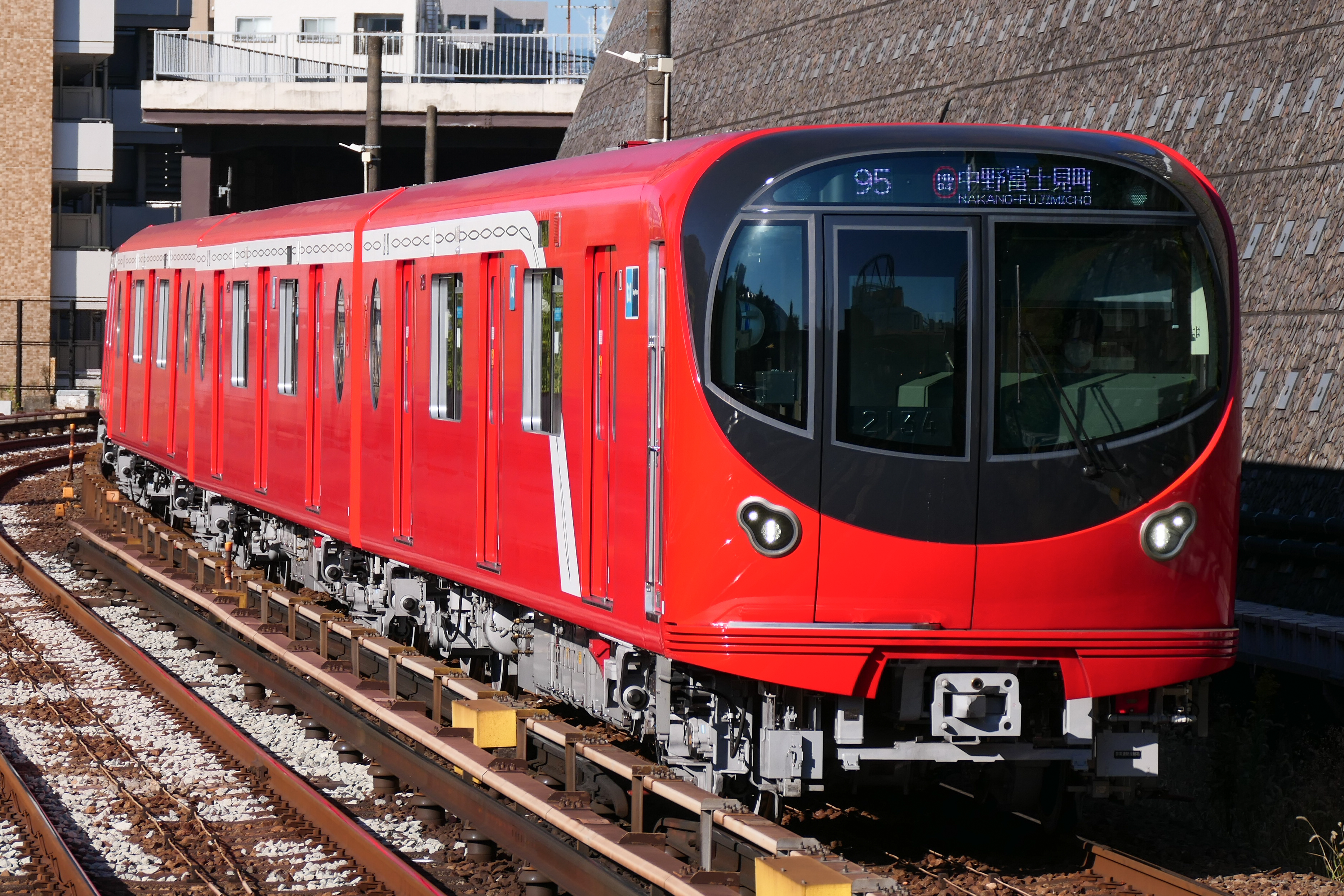
Un Tokyo Metro Series 2000

La línia fou la segona construïda a la ciutat, i la primera després de la Segona Guerra Mundial. La línia té la forma d'U, que recorre la ciutat des de l'estació d'Ogikubo a l'oest passant pel districte financer de Shinjuku, Marunouchi, Estació de Tòquio, per donar la volta i anar fins a Ikebukuro.
Per la línia corren els Tokyo Metro 02 series amb sis vagons cadascun, i combinacions de tres vagons al ramal de Hōnanchō.
La freqüència de la línia és la més elevada de tota la xarxa, amb esperes de no més d'un minut i cinquanta segons. Malgrat aquesta elevadíssima freqüència de pas, un estudi dut a terme pel Ministeri d’Infraestructura, Transport i Turisme del Japó, la línia és una de les més utilitzades i col·lapsades, suportant capacitats de passatgers de fins a 157% entre les estacions de Shin-Ōtsuka i Myōgadani. L'edat de la línia i els pocs vagons (per ser Tòquio) ha fet que sigui una de les línies més col·lapsades de la xarxa, problema que ha estat una mica alleujat amb l’obertura de la Toei Ōedo Line el 2000.
Com a prevenció per les grans aglomeracions de passatgers que sofreix la línia, l'empresa de Tokyo Metro va col·locar portes automàtiques de seguretat a les andanes, amb una altura que arriben fins al pit.
Degut a l'edat de la línia i la poca profunditat a la que discorre aquesta, la línia surt de sota terra i es deixa veure per la ciutat, a llocs com l'estació de Yotsuya, el riu Kanda a prop de l'estació d'Ochanomizu o entre les estacions de Kōrakuen i Myōgadani.
Als mapes i cartells, la línia es mostra amb el color "vermell" (▉). Les seves estacions són numerades i utilitzen la lletra M; el ramal de Hōnanchō utilitza la m minúscula.

## Història

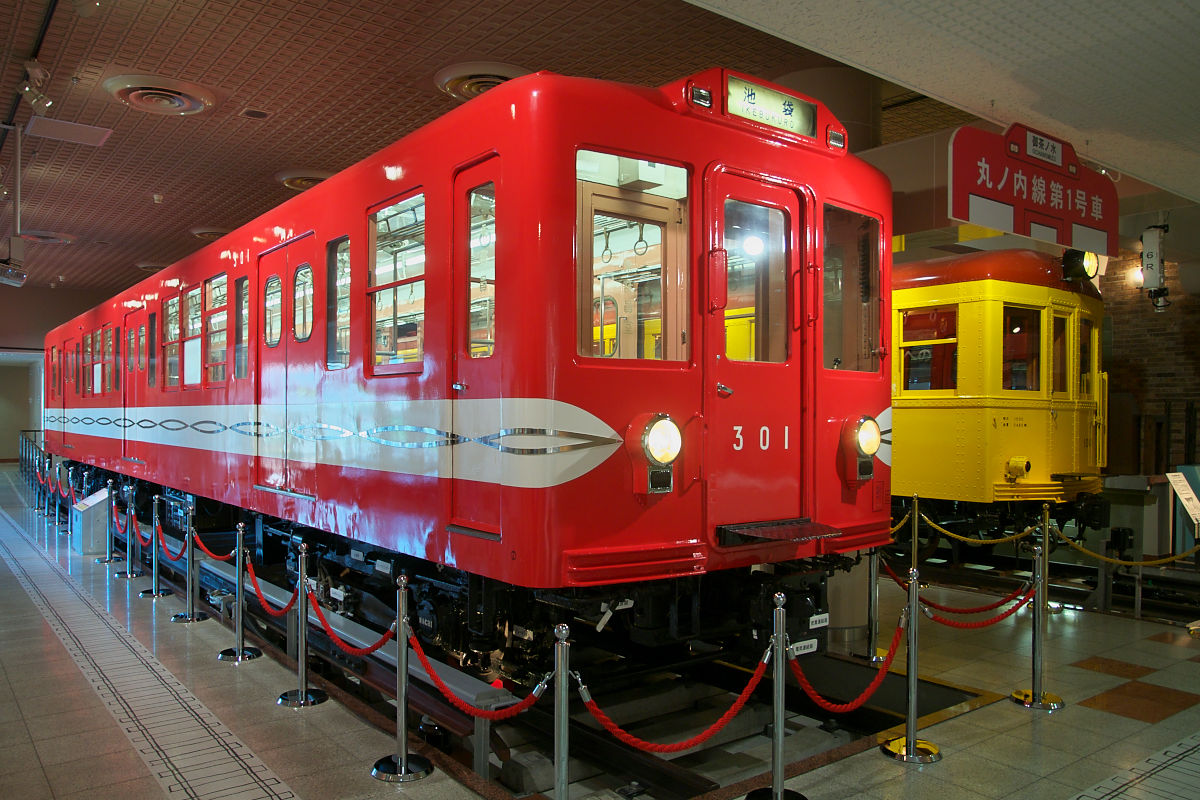
Comboi històric: Eidan 500 series posats en servei quan la línia va obrir cap als anys 50

La línia va ser la segona en construir-se a la ciutat (la primera fou la Ginza Line, i la primera després de la Segona Guerra Mundial.
El seu disseny és semblant a la línia Ginza, utilitzen el tercer rail i l’amplada de via és l'estàndard, a diferència de les altres línies.
El primer tros obert fou entre les estacions d’Ikebukuro i Ochanomizu, el 20 de gener de 1954.
- Ochanomizu a Awajichō: març 1956
- Awajichō a Tokyo: juliol 1956
- Tokyo a Nishi-Ginza (ara Ginza): desembre 1957
- Nishi-Ginza a Kasumigaseki: octubre 1958
- Kasumigaseki a Shinjuku: març 1959
- Shinjuku a Shin-Nakano/Nakano-Fujumichō (no Nishi-Shinjuku): febrer 1961
- Shin-Nakano a Minami-Asagaya: novembre 1961
- Minami-Asagaya a Ogikubo: gener 23, 1962
- Nakano-Fujimichō a Hōnanchō: març 23, 1962
- Nishi-Ginza és absorbida per l'estació de Ginza quan la Hibiya Line hi arriba allà: agost 1964
- Obre Higashi-Kōenji (entre Shin-Nakano i Shin-Kōenji) : setembre 1964
- Abans d'abril de 1972, la part oest de la línia des de l'estació de Shinjuku es coneixia com l’Ogikubo Line, nom que desapareix en anomenar-se tota la línia com a Marunouchi Line.
- Obre Nishi-Shinjuku (entre Shinjuku i Nakano-Sakaue): maig 1996.

## Estacions
Totes les estacions es troben a Tòquio.

### Línia Marunouchi
| Estació Número    | Imatge            | Estació           | Japonès      | Distància (km)  | Distància (km) | Enllaç | Situació |
| Estació Número    | Imatge            | Estació           | Japonès      | Entre estacions | Total          | Enllaç | Situació |
| ----------------- | ----------------- | ----------------- | ------------ | --------------- | -------------- | --- | -------- |
| Ogikubo           | Ogikubo           | Ogikubo           | 荻窪         | -               | 0.0            | Chūō Line (Rapid), Chūō-Sōbu Line | Suginami |
| Minami-Asagaya    | Minami-Asagaya    | Minami-Asagaya    | 南阿佐ケ谷   | 1.5             | 1.5            | | Suginami |
| Shin-Kōenji       | Shin-Kōenji       | Shin-Kōenji       | 新高円寺     | 1.2             | 2.7            | | Suginami |
| Higashi-Kōenji    | Higashi-Kōenji    | Higashi-Kōenji    | 東高円寺     | 0.9             | 3.6            | | Suginami |
| Shin-Nakano       | Shin-Nakano       | Shin-Nakano       | 新中野       | 1.0             | 4.6            | | Nakano   |
| Nakano-Sakaue     | Nakano-Sakaue     | Nakano-Sakaue     | 中野坂上     | 1.1             | 5.7            | Marunouchi Line Hōnanchō; alguns trens per Nakano-Fujimichō Toei Ōedo Line (E-30) | Nakano   |
| Nishi-Shinjuku    | Nishi-Shinjuku    | Nishi-Shinjuku    | 西新宿       | 1.1             | 6.8            | | Shinjuku |
| Shinjuku          | Shinjuku          | Shinjuku          | 新宿         | 0.8             | 7.6            | Toei Shinjuku Line (S-01), Toei Ōedo Line (E-27, Shinjuku-Nishiguchi: E-01) Chūō Line (Rapid), Chūō-Sōbu Line, Yamanote Line, Shōnan-Shinjuku Line, Saikyō Line Keiō Line, Keiō New Line Odakyū Odawara Line Seibu Shinjuku Line (Seibu-Shinjuku) | Shinjuku |
| Shinjuku-Sanchōme | Shinjuku-Sanchōme | Shinjuku-Sanchōme | 新宿三丁目   | 0.3             | 7.9            | Tokyo Metro Fukutoshin Line (F-13) Toei Shinjuku Line (S-02) | Shinjuku |
| Shinjuku-Gyoemmae | Shinjuku-Gyoemmae | Shinjuku-Gyoemmae | 新宿御苑前   | 0.7             | 8.6            | | Shinjuku |
| Yotsuya-Sanchōme  | Yotsuya-Sanchōme  | Yotsuya-Sanchōme  | 四谷三丁目   | 0.9             | 9.5            | | Shinjuku |
| Yotsuya           | Yotsuya           | Yotsuya           | 四ツ谷       | 1.0             | 10.5           | Tokyo Metro Namboku Line (N-08) Chūō Line (Rapid), Chūō-Sōbu Line | Shinjuku |
| Akasaka-Mitsuke   | Akasaka-Mitsuke   | Akasaka-Mitsuke   | 赤坂見附     | 1.3             | 11.8           | Tokyo Metro Ginza Line (G-05), Tokyo Metro Yūrakuchō Line (Nagatachō: Y-16), Tokyo Metro Hanzōmon Line (Nagatachō: Z-04), Tokyo Metro Namboku Line (Nagatachō: N-06)                                                                              | Minato   |
| Kokkai-Gijidō-mae | Kokkai-Gijidō-mae | Kokkai-Gijidō-mae | 国会議事堂前 | 0.9             | 12.7           | Tokyo Metro Chiyoda Line (C-07), Tokyo Metro Ginza Line (Tameike-Sannō: G-06), Tokyo Metro Namboku Line (Tameike-Sannō: N-06) | Chiyoda  |
| Kasumigaseki      | Kasumigaseki      | Kasumigaseki      | 霞ケ関       | 0.7             | 13.4           | Tokyo Metro Hibiya Line (H-06), Tokyo Metro Chiyoda Line (C-08) | Chiyoda  |
| Ginza             | Ginza             | Ginza             | 銀座         | 1.0             | 14.4           | Tokyo Metro Ginza Line (G-09), Tokyo Metro Hibiya Line (H-08) Passadís subterrani fins a les estacions de Higashi-Ginza, Hibiya i Yūrakuchō | Chūō     |
| Tòquio            | Tòquio            | Tòquio            | 東京         | 1.1             | 15.5           | Tōhoku Shinkansen, Akita Shinkansen, Yamagata Shinkansen, Jōetsu Shinkansen, Nagano Shinkansen, Yamanote Line, Chūō Main Line, Tōkaidō Main Line, Sōbu Main Line, Yokosuka Line, Keiyō Line, Keihin-Tōhoku Line Tōkaidō Shinkansen                | Chiyoda  |
| Ōtemachi          | Ōtemachi          | Ōtemachi          | 大手町       | 0.6             | 16.1           | Tokyo Metro Tōzai Line (T-09), Tokyo Metro Chiyoda Line (C-11), Tokyo Metro Hanzōmon Line (Z-08) Toei Mita Line (I-09) | Chiyoda  |
| Awajichō          | Awajichō          | Awajichō          | 淡路町       | 0.9             | 17.0           | Tokyo Metro Chiyoda Line (Shin-Ochanomizu: C-12) Toei Shinjuku Line (Ogawamachi: S-07) | Chiyoda  |
| Ochanomizu        | Ochanomizu        | Ochanomizu        | 御茶ノ水     | 0.8             | 17.8           | Chūō Line (Rapid), Chūō-Sōbu Line | Bunkyō   |
| Hongō-Sanchōme    | Hongō-Sanchōme    | Hongō-Sanchōme    | 本郷三丁目   | 0.8             | 18.6           | Toei Ōedo Line (E-08) | Bunkyō   |
| Kōrakuen          | Kōrakuen          | Kōrakuen          | 後楽園       | 0.8             | 19.4           | Tokyo Metro Namboku Line (N-11) Toei Mita Line (Kasuga: I-12), Toei Ōedo Line (Kasuga: E-07) | Bunkyō   |
| Myōgadani         | Myōgadani         | Myōgadani         | 茗荷谷       | 1.8             | 21.2           | | Bunkyō   |
| Shin-Ōtsuka       | Shin-Ōtsuka       | Shin-Ōtsuka       | 新大塚       | 1.2             | 22.4           | | Bunkyō   |
| Ikebukuro         | Ikebukuro         | Ikebukuro         | 池袋         | 1.8             | 24.2           | Tokyo Metro Yūrakuchō Line (Y-09), Tokyo Metro Fukutoshin Line (F-09) Yamanote Line, Saikyō Line, Shōnan-Shinjuku Line Seibu Ikebukuro Line Tōbu Tōjō Line                                                                                        | Toshima  |

### Ramal de Hōnanchō

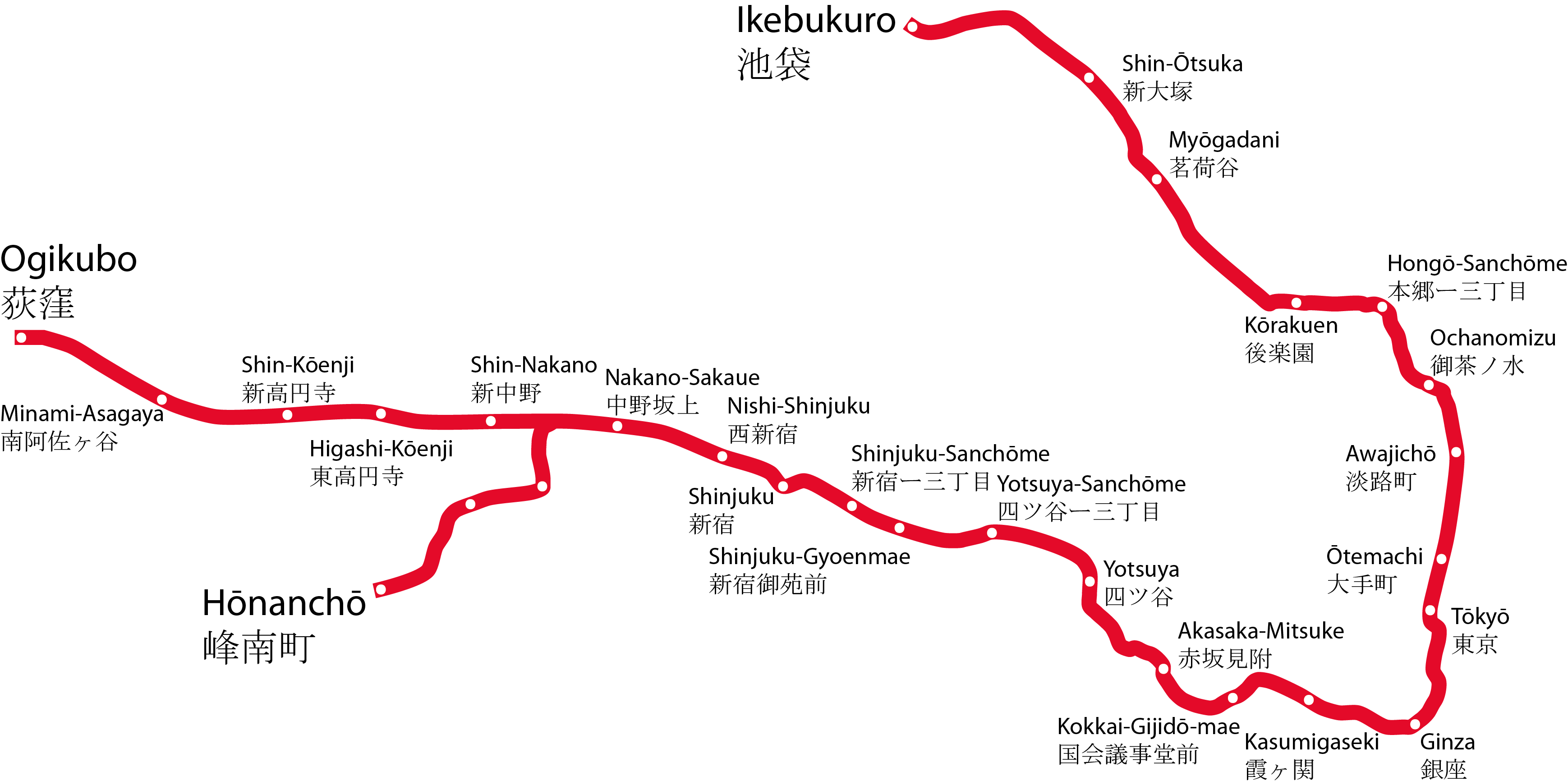
Mapa geogràfic aproximat de la Marunouchi Line

| Estació Número   | Imatge           | Estació          | Japonès      | Distància (km)  | Distància (km) | Enllaç                                                                                        | Situació |
| Estació Número   | Imatge           | Estació          | Japonès      | Entre estacions | Total          | Enllaç                                                                                        | Situació |
| ---------------- | ---------------- | ---------------- | ------------ | --------------- | -------------- | --------------------------------------------------------------------------------------------- | -------- |
| Hōnanchō         | Hōnanchō         | Hōnanchō         | 方南町       | -               | 0.0            |                                                                                               | Suginami |
| Nakano-Fujimichō | Nakano-Fujimichō | Nakano-Fujimichō | 中野富士見町 | 1.3             | 1.3            |                                                                                               | Nakano   |
| Nakano-Shimbashi | Nakano-Shimbashi | Nakano-Shimbashi | 中野新橋     | 0.6             | 1.9            |                                                                                               | Nakano   |
| Nakano-Sakaue    |                  | Nakano-Sakaue    | 中野坂上     | 1.3             | 3.2            | Tokyo Metro Marunouchi Line (per Ikebukuro i Ogikubo; alguns trens per) Toei Ōedo Line (E-30) | Nakano   |